# Ryūji Yokoe
Ryūji Yokoe (横江竜司?, Yokoe Ryūji; Miyagi, 18 gennaio 1978) è un pilota motociclistico giapponese.

## Carriera
Per quanto riguarda le competizioni del motomondiale ha collezionato in totale 3 presenze: ha corso una gara nel 2002, una nel 2005 e una nel 2006, tutte in qualità di wild card, sempre nella classe 250 e sempre a bordo di una Yamaha.
Le partecipazioni sono state tutte in Giappone, in occasione del Gran Premio motociclistico del Pacifico nel primo caso e nel Gran Premio motociclistico del Giappone le altre due; ha conquistato punti iridati nel 2002 e nel 2006, classificandosi in classifica generale rispettivamente al 35º e 25º posto finale.
La sua attività si è svolta principalmente però nel campionato giapponese di velocità, dove nel 2006 si è laureato campione nazionale nella 250, gareggiando poi dal 2007 al 2009 nella categoria Superbike sempre in Giappone. Sempre in ambito nazionale, nel 2015 diviene campione giapponese della categoria Superstock 600.

## Risultati nel motomondiale
| 2002 | Classe | Moto   |  |  |  |  |  |  |  |  |  |  |  |  |    |  |  |  |  | Punti | Pos. |
| ---- | ------ | ------ |  |  |  |  |  |  |  |  |  |  |  |  | -- |  |  |  |  | ----- | ---- |
| 2002 | 250    | Yamaha |  |  |  |  |  |  |  |  |  |  |  |  | 14 |  |  |  |  | 2     | 35º  |

| 2005 | Classe | Moto   |  |  |  |  |  |  |  |    |  |  |  |     |  |  |  |  |  | Punti | Pos. |
| ---- | ------ | ------ |  |  |  |  |  |  |  | -- |  |  |  | --- |  |  |  |  |  | ----- | ---- |
| 2005 | 250    | Yamaha |  |  |  |  |  |  |  | NE |  |  |  | Rit |  |  |  |  |  | 0     |      |

| 2006 | Classe | Moto   |  |  |  |  |  |  |  |  |  |  |    |  |  |  |   |  |  | Punti | Pos. |
| ---- | ------ | ------ |  |  |  |  |  |  |  |  |  |  | -- |  |  |  | - |  |  | ----- | ---- |
| 2006 | 250    | Yamaha |  |  |  |  |  |  |  |  |  |  | NE |  |  |  | 8 |  |  | 8     | 25º  |

| Legenda | 1º posto        | 2º posto            | 3º posto            | A punti      | Senza punti        | Grassetto – Pole position Corsivo – Giro più veloce |
| Legenda | Gara non valida | Non qual./Non part. | Ritirato/Non class. | Squalificato | '-' Dato non disp. | Grassetto – Pole position Corsivo – Giro più veloce |